# Хачмаз
Хачмаз (азерб. Xaçmaz) — місто на півночі Азербайджану. Адміністративний центр Хачмазького району. 

## Географія
Розташоване на річці Кудіалчай. Залізнична станція в 163 км на північний захід від Баку на лінії Гудермес — Баку.

### Клімат
Місто знаходиться у зоні, котра характеризується вологим субтропічним кліматом. Найтепліший місяць — липень із середньою температурою 24.6 °C (76.3 °F). Найхолодніший місяць — лютий, із середньою температурою 1.5 °С (34.7 °F).
| Клімат Хачмаза          | Клімат Хачмаза | Клімат Хачмаза | Клімат Хачмаза | Клімат Хачмаза | Клімат Хачмаза | Клімат Хачмаза | Клімат Хачмаза | Клімат Хачмаза | Клімат Хачмаза | Клімат Хачмаза | Клімат Хачмаза | Клімат Хачмаза | Клімат Хачмаза |
| Показник                | Січ.           | Лют.           | Бер.           | Квіт.          | Трав.          | Черв.          | Лип.           | Серп.          | Вер.           | Жовт.          | Лист.          | Груд.          | Рік            |
| Середня температура, °C | 1,6            | 1,5            | 5              | 11,6           | 16,6           | 21,5           | 24,6           | 23,7           | 19,6           | 13,4           | 8,2            | 4,1            | 12,6           |
| Норма опадів, мм        | 26.2           | 26.8           | 30.3           | 38.8           | 34             | 18.9           | 16.5           | 20.1           | 35             | 47.8           | 35.8           | 30.8           | 361            |
| Днів з опадами          | 7,5            | 7              | 7,1            | 5              | 5,8            | 3,9            | 3,5            | 3,7            | 5              | 7,9            | 7,4            | 7,8            | 71,6           |
| Вологість повітря, %    | 78.5           | 81.7           | 77.5           | 69             | 66.6           | 60.8           | 59.5           | 62             | 69.5           | 77             | 72.4           | 74.9           | 70.8           |
| ----------------------- | -------------- | -------------- | -------------- | -------------- | -------------- | -------------- | -------------- | -------------- | -------------- | -------------- | -------------- | -------------- | -------------- |
| Джерело: Weatherbase    |                |                |                |                |                |                |                |                |                |                |                |                |                |

## Історія
Вірменський історик V століття Єгіше згадує плем'я хечматаків, які, за припущенням К. В. Тревер, проживали в області сучасного міста Хачмаз. У XVIII столітті селище поряд із селом Бебель належало до мушкурского округу, мало вірменське населення і складалося з 52 дворів. Згідно з В. П. Кобичевим житла вірмен в Хачмазі в XIX столітті були ідентичними з сусідніми азербайджанськими. У 1898 році на шляху проходження від Баку до порту Петровського був побудований залізничний вокзал. У 1938 році Хачмаз отримав статус міста. Під час Другої світової війни на фронт пішло 8739 вихідців з Хачмаза, з яких загинуло 2800 чоловік. У боях за Москву загинули 124 жителі Хачмаза.

## Демографія
У 1974 році в місті проживало 24 тис. жителів. Згідно з всесоюзним переписом населення 1989 року, в Хачмазі проживало 28 990 людей. За даними перепису 2009 року, проведеного в Азербайджані, в місті проживало 39 500 осіб.

## Пам'ятки
- Джума мечеть
- Будинок культури
- Історико-краєзнавчий музей[10]
- Парк діячів культури Азербайджану
- Свято-Нікольський храм — побудований в 1946 році[11]

## Державні установи[12]
- Хачмазька електростанція
- Хачмазький Народний Суд
- Автовокзал
- Митне Управління
- Управління водопровідних труб
- Хачмазька центральна лікарня
- Управління міграційної служби
- Лікувально-діагностичний центр
- Виконавча влада Хачмазького району
- Військовий комісаріат Хачмазького району
- Ветеринарне управління Хачмазького району
- Історико-краєзнавчий музей Хачмазького району
- Прокуратура Хачмазького району
- Регіональне відділення Юстиції
- Поліцейське управління Хачмазького району
- Перша нотаріальна контора м. Хачмаз
- Хачмазька районна філія Державного фонду соціального захисту
- Будинок Культури імені Гейдара Алієва
- Регіональний центр інформації та туризму
- Регіональне управління державного реєстру по нерухомості
- Регіональне управління МНБ Азербайджанської Республіки
- Центр соціального захисту населення Хачмазького району

## Економіка
Є консервний комбінат «Кавказ».

## Відомі уродженці міста
- Аббасова Лала Гюльбаба гизи — депутат Міллі Меджлісу (Національних Зборів) Азербайджанської Республіки, член Спілки Журналістів Азербайджану, голова громадської організації «Жінка і Прогрес», лауреат премії імені Гасан-бека Зардабі, автор 12 пісень, 4 енциклопедичних зборів і однієї художньої книги.[13]
- Байрамов Тарверді Орудж огли — шахід, учасник Карабахської війни. Героїчно загинув 25 травня 1992 року при обороні Зангелана. Після його смерті школі, в якій навчався Тарверді Байрамов, присвоєно його ім'я.[14]

## Галерея

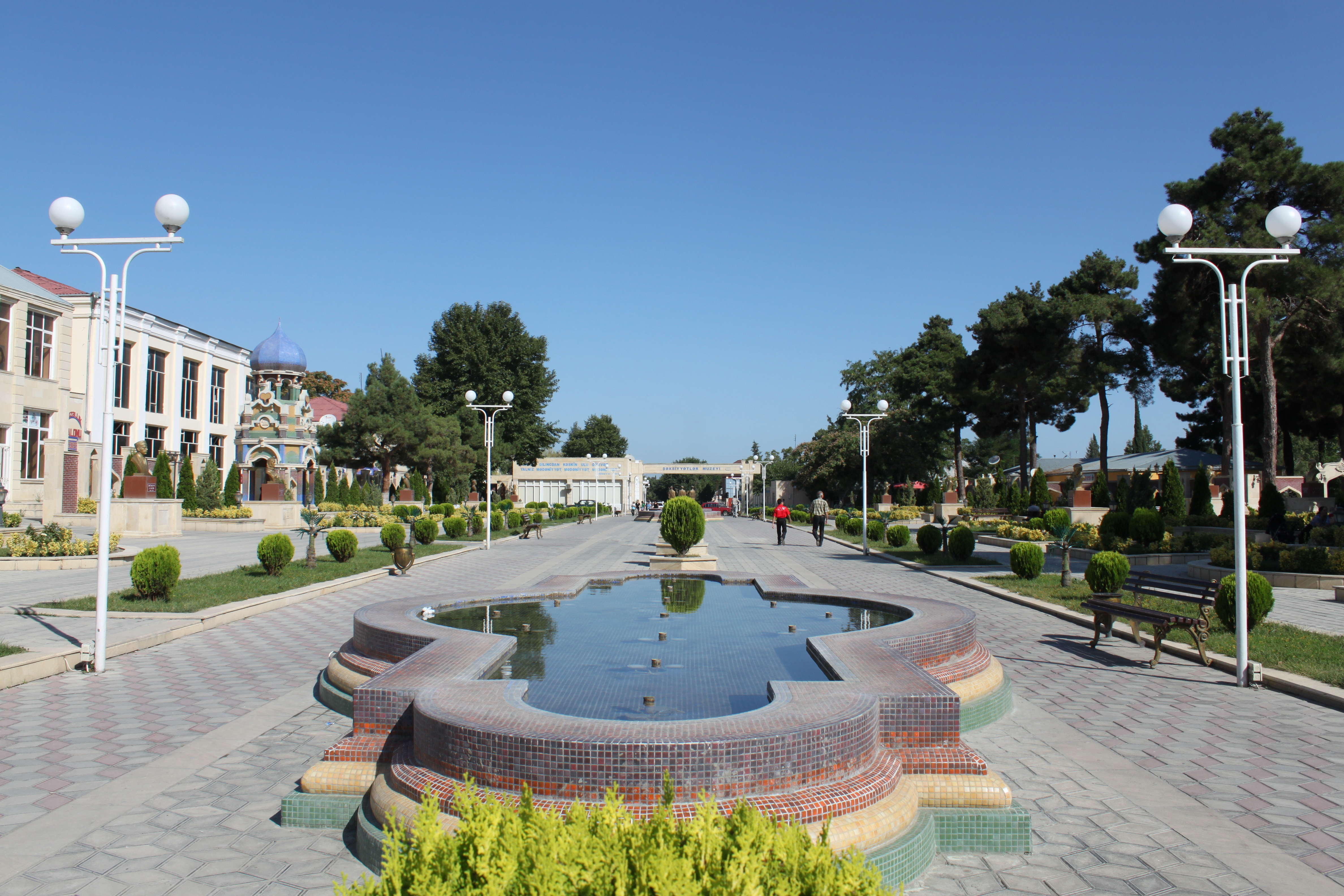
Парк в центрі міста

## Топографічні карти
- Аркуш карти K-39-86 Хачмас. Масштаб: 1 : 100 000. (рос.) Зазначити дату випуску/стану місцевості.